# 135. østlige længdekreds
Den 135. østlige længdekreds (eller 135 grader østlig længde) er en længdekreds, der ligger 135 grader øst for nulmeridianen. Den løber gennem Ishavet, Asien, Stillehavet, Australasien, det Indiske Ocean, det Sydlige Ishav og Antarktis.